# Kepler-78b
Kepler-78b (ehemals KIC 8435766 b) ist ein 2013 entdeckter Exoplanet in rund 124 Parsec (etwa 405 Lichtjahren) Entfernung zur Erde. Er umkreist den Stern Kepler-78 im Sternbild Cygnus (Schwan) im Abstand von weniger als 1,6 Millionen Kilometern. Seine Entstehung ist aufgrund der großen Nähe zu seinem Zentralgestirn unklar. Seine Umlaufbahn liegt nicht in der habitablen Zone.

## Entdeckung
Der Planet wurde mit Hilfe des Weltraumteleskops Kepler entdeckt. Dieses Teleskop zeichnet Helligkeitsschwankungen auf, die auftreten, wenn ein Planet von der Erde aus gesehen genau vor seinem Zentralstern vorbeizieht (siehe Transitmethode). Mit Hilfe der Daten konnte eine erste Abschätzung des Radius des Planeten Kepler-78b sowie seiner Entfernung vom Mutterstern, seiner Umlaufperiode und seiner Oberflächentemperatur vorgenommen werden. Nachfolgebeobachtungen vom Erdboden aus halfen dabei, diese Werte zu präzisieren und zusätzlich dessen Masse und Dichte zu bestimmen.

## Eigenschaften
Der von Kepler-78b umkreiste Stern gehört der Spektralklasse K2 an. Für einen Umlauf benötigt der extrasolare Planet etwa 8,5 Stunden. Der Abstand von Kepler-78b zu seinem Zentralgestirn beträgt nur ein Hundertstel des Abstandes zwischen Erde und Sonne. Aufgrund dieser großen Nähe zu seinem Stern wird die Temperatur auf 2200 bis 2800 °C geschätzt. Somit befindet sich die Umlaufbahn nicht in der habitablen Zone. Die Oberfläche ist wahrscheinlich durch heißes, geschmolzenes Gestein (Lava) charakterisiert.

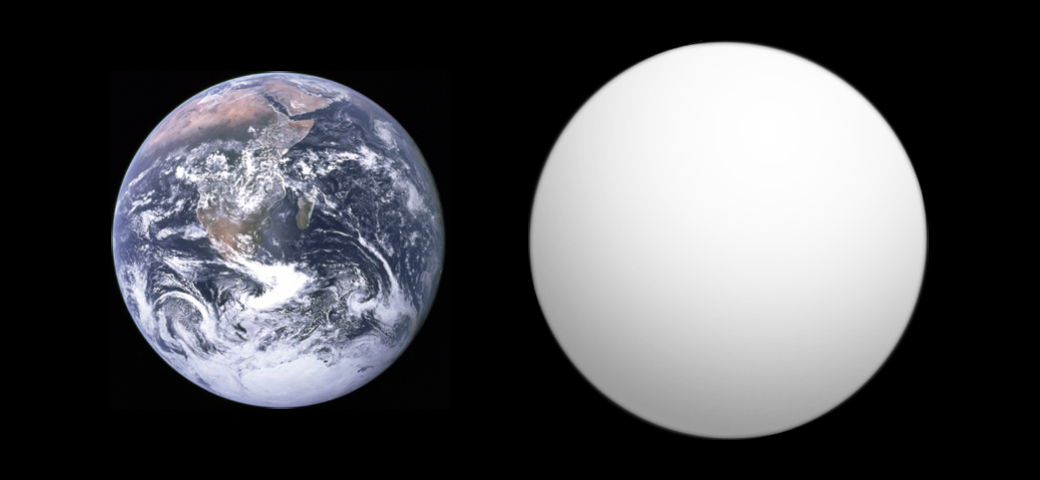
Größenvergleich zwischen der Erde und Kepler-78b.

Die Masse von Kepler-78b liegt bei circa 169 % derjenigen der Erde, während er jedoch nur 20 % größer ist. Die Dichte stimmt ungefähr mit der der Erde überein. Hieraus wird geschlossen, dass auch er überwiegend aus Gestein und Eisen besteht. Zwischen 20 und 60 % des auftreffenden Lichtes wird reflektiert.
Er gehört zu einer neu entdeckten Klasse von erdgroßen Planeten, die ihren Stern in weniger als 12 Stunden umrunden und ist der erste Planet aus dieser Gruppe, dessen Masse nun bestimmt werden konnte. Seine Entstehung ist noch unklar. Zum einen kann er nicht in einer derartigen Nähe zu Kepler entstanden sein, da der Stern zur Zeit ihrer Entstehung größer war und die aktuelle Position dann in ihr gelegen hätte. Zum anderen ist es nicht möglich, dass er nachträglich an diese Position gewandert ist, da er in diesem Fall in den Stern gestürzt wäre. Es wird vermutet, dass Kepler-78b in den nächsten 3 Milliarden Jahren wegen der durch die Gravitation des Sterns hervorgerufene Gezeitenkraft zerbrechen wird.